# Oles Busyna

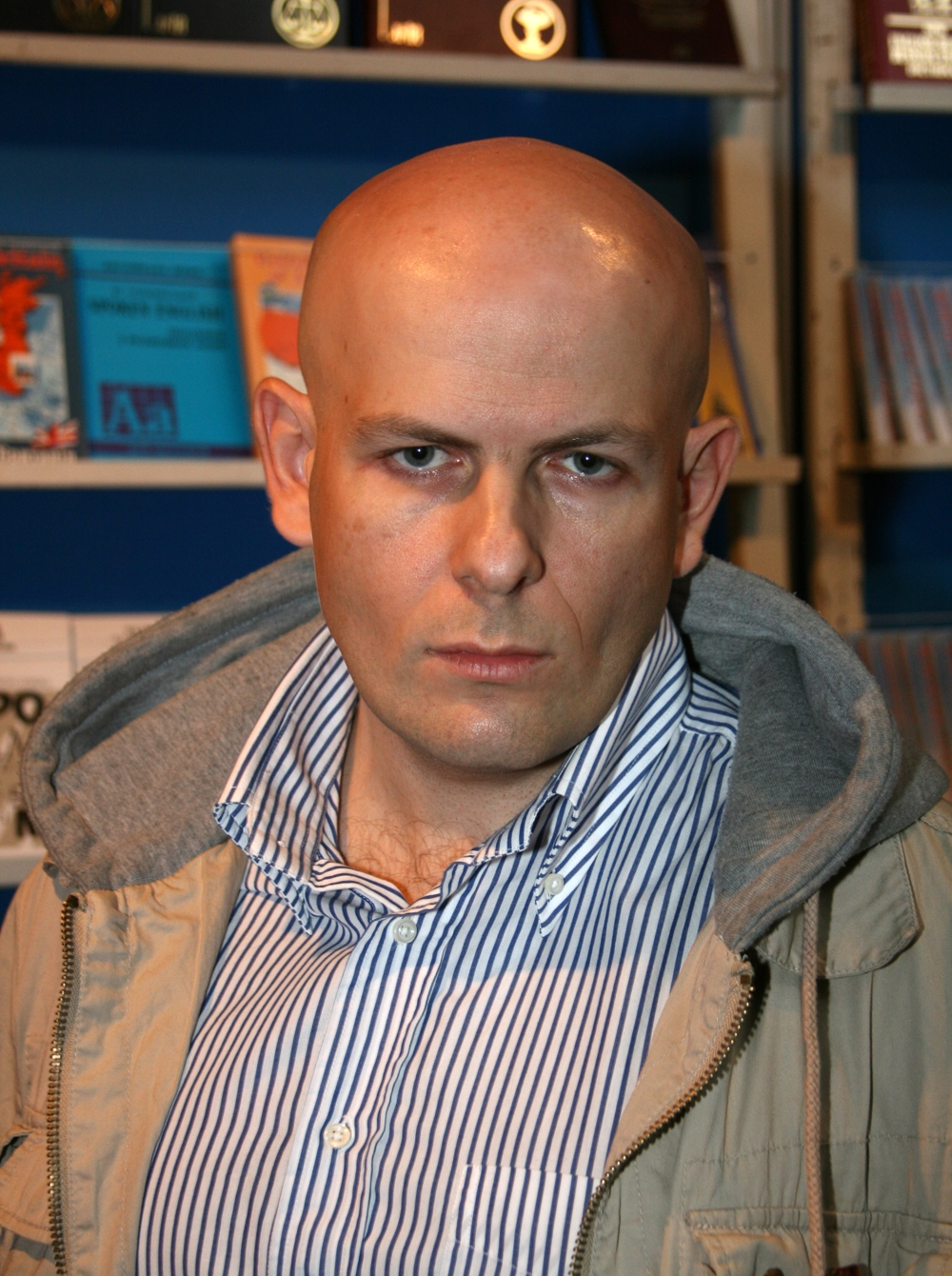
Oles Busyna 2008

Oles Oleksijowytsch Busyna (* 13. Juli 1969 in Kiew, Ukrainische SSR; † 16. April 2015 in Kiew) war ein ukrainischer Journalist, Schriftsteller und Moderator.

## Leben
Busyna wuchs in Kiew auf und absolvierte im Jahr 1992 die Philologische Fakultät der Schewtschenko-Universität Kiew mit Schwerpunkt „Lehrer für russischen Sprache und Literatur“. Im Anschluss arbeitete er für verschiedene Kiewer Zeitungen.
Von Oktober 2006 bis zu seiner Ermordung war Busyna Moderator im ukrainischen Fernsehen. Im Januar 2015 wurde er Chefredakteur der Tageszeitung Sewodnja, die Rinat Achmetow, dem Hauptfinanzier der Partei der Regionen von Wiktor Janukowytsch, gehört. Bereits im März 2015 trat er wegen Meinungsverschiedenheiten wieder zurück. Als Autor und Moderator war Busyna an der 11-teiligen Fernsehdokumentation „Spuren der Vorfahren mit Oles Busyna“ beteiligt. Insgesamt schuf er etwa drei Dutzend Dokumentationen.

### Politische Ansichten
Busyna vertrat das Konzept eines dreieinigen russischen Volkes und nannte sich daher ukrainisch und russisch. Er unterstützte die Föderalisierung der Ukraine sowie die Unabhängigkeit und Zweisprachigkeit der ukrainischen Kultur und polarisierte mit seinen auflagenstarken Büchern zu Geschichtsthemen. Er befürwortete die „Wiederbelebung des Russischen Reiches“ und beklagte, dass er stattdessen „gezwungen war, sich den hässlichen Bedingungen“ des Wiederaufbaus einer „unabhängigen Ukraine“ anzupassen.
Busyna galt als Gegner des Euromaidan und der Regierung Poroschenko. Er kandidierte bei der Parlamentswahl 2014 erfolglos für die pro-russische und teils panslawistische Partei Russischer Block. Als Schriftsteller hatte er zuletzt die Zensur durch die neuen prowestlichen Machthaber sowie ein Auftrittsverbot im Fernsehen beklagt.

### Tod

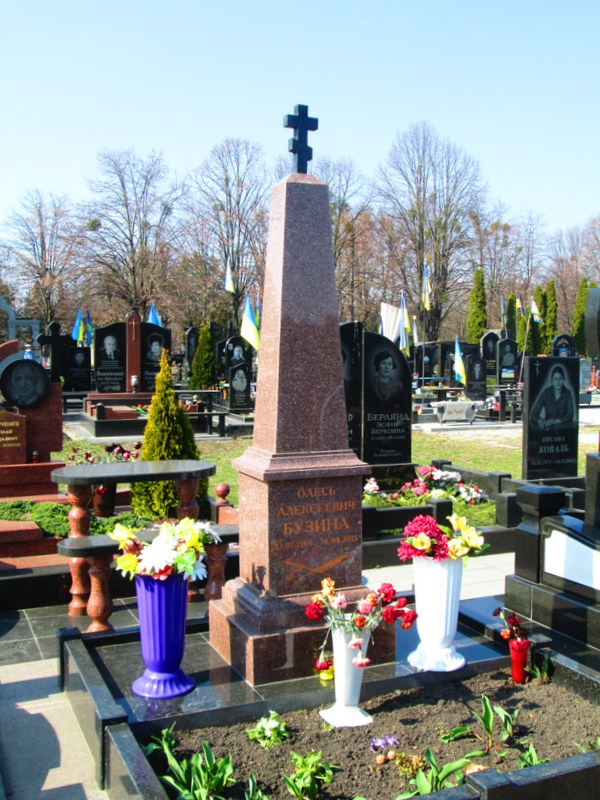
Grab von Oles Busyna

Am 16. April 2015, einen Tag nach dem Attentat auf den Politiker Oleh Kalaschnikow, wurde Busyna in der Nähe seines Hauses im Kiewer Zentrum aus einem Pkw heraus erschossen. Er hinterließ seine Ehefrau und eine Tochter.
Am 19. April 2015 wurde er auf dem Berkowezkyj-Friedhof beerdigt.
Zwei Tage vor dem Mord an Oles Busyna wurden seine persönlichen Daten auf der Webseite Mirotworez veröffentlicht. Die Daten Oleh Kalaschnikows wurden ebenfalls zwei Tage vor dessen Ermordung auf Mirotworez veröffentlicht. Ob ein Zusammenhang mit seiner Ermordung besteht, ist allerdings bisher ebenso wenig bekannt wie das Motiv der Mörder.
Bekannt war, dass sowohl Kalaschnikow wie Busina als Zeugen bei einer Untersuchung der Anti-Maidan-Proteste zugunsten der damaligen Staatsmacht auftreten sollten.
Am 18. Juni 2015 gab Arsen Awakow die Verhaftung von zwei Tatverdächtigen, Andrij Medwedko und Denys Polischtschuk bekannt. Die beiden Verdächtigen bestreiten jedoch eine Verwicklung an dem Mord. Am 23. Mai 2016 wurde Andrij Medwedko wieder freigelassen.

## Reaktionen auf seinen Tod
Busynas Ermordung gehört zu der Todesserie von ukrainischen Oppositionellen im Jahr 2015. Der ukrainische Präsident Petro Poroschenko verurteilte noch am gleichen Tag die offenkundigen Morde als „absichtliche Provokation“, die „Öl auf die Mühlen unserer Feinde gieße und die Lage in der Ukraine destabilisiere“. Er forderte seine eigenen Behörden zu einer „transparenten Untersuchung“ auf. Busynas Tod wurde dem russischen Präsidenten Wladimir Putin während eines Live-Auftritts bei der Fernsehsprechstunde „Direkter Draht“ gemeldet, woraufhin dieser den Familien der Opfer sein Beileid ausdrückte.
Mehrere Buchhandlungen in Kiew weigern sich, Bücher von Oles Busyna zu verkaufen.